# Őslények országa (filmsorozat)
Az Őslények országa (eredeti cím: The Land Before Time) dinoszauruszokról szóló animációs filmsorozat. A sorozat 1988-ban indult az Őslények országa című első résszel, rendezője és producere Don Bluth, executive producere George Lucas és Steven Spielberg volt. Ezt követte további tizenkettő, csak videóra (DVD) megjelenő epizód, ezek megalkotásában Bluth, Lucas és Spielberg már nem vett részt.

## A sorozat részei
| Epizód                    | Alcím                        | Eredeti cím                                            | Eredeti bemutató   |
| ------------------------- | ---------------------------- | ------------------------------------------------------ | ------------------ |
| Őslények országa 1. rész  | Őslények országa             | The Land Before Time                                   | 1988. november 18. |
| Őslények országa 2. rész  | Kalandok a Virágzó völgyben  | The Land Before Time II: The Great Valley Adventure    | 1994. december 13. |
| Őslények országa 3. rész  | A nagyszerű ajándékozás kora | The Land Before Time III: The Time of the Great Giving | 1995. december 12. |
| Őslények országa 4. rész  | Út a ködös völgybe           | The Land Before Time IV.: Journey Through the Mists    | 1996. december 10. |
| Őslények országa 5. rész  | A rejtélyes sziget           | The Land Before Time V.: The Mysterious Island         | 1997. december 9.  |
| Őslények országa 6. rész  | A Szaurusz Szikla titka      | The Land Before Time VI: The Secret of Saurus Rock     | 1998. december 1.  |
| Őslények országa 7. rész  | A hideg tűz köve             | The Land Before Time VII: The Stone of Cold Fire       | 2000. december 5.  |
| Őslények országa 8. rész  | A nagy fagy                  | The Land Before Time VIII: The Big Freeze              | 2001. december 4.  |
| Őslények országa 9. rész  | Utazás a nagy vízhez         | The Land Before Time IX: Journey to the Big Water      | 2002. december 10. |
| Őslények országa 10. rész | A hosszúnyakúak vándorlása   | The Land Before Time X: The Great Longneck Migration   | 2003. december 2.  |
| Őslények országa 11. rész | A pöttömszauruszok támadása  | The Land Before Time XI: Invasion of the Tinysauruses  | 2005. január 11.   |
| Őslények országa 12. rész | A nagy repülősnap            | The Land Before Time XII. – The Day of the Flyers      | 2006. december 6.  |
| Őslények országa 13. rész | A barátok bölcsessége        | The Land Before Time XIII: The Wisdom of Friends       | 2007. november 27. |
| Őslények országa 14. rész | A szív útja                  | The Land Before Time XIV: Journey of the Brave         | 2016. február 16.  |

## Szereplők
- Tappancs (Kicsi láb) – Apatosaurus
- Kistülök (Cera) – Triceratops
- Kacsacsőr (Buci) – Saurolophus
- Tüskés (Duci) – Stegosaurus
- Röpcsi (Petri) – Pteranodon
- Nagyanyó és nagyapó, Tappancs nagyszülei
- Nagytülök bácsi (Turcsi) – Kistülök apukája

### Visszatérő szereplők
- Hami – T-Rex
- Bron – Apatosaurus, Tappancs apukája
- Tüskés és Kacsacsőr szülei, testvérei
- Röpcsi szülei, testvérei
- Hami szülei
- Tria – Nagytülök bácsi párja
- Trisa – Nagytülök bácsi és Tria gyermeke